# Scandalo Scaramella
Lo Scandalo Scaramella fu l'illecito criminoso che comportò la retrocessione a tavolino del Catania nel 1955.

## I fatti
Lo scandalo nacque dalle dichiarazioni dello stesso intermediatore dell'illecito, Giulio Sterlini, che indicò come falsate le gare in cui i siciliani avevano ospitato l'Atalanta il 22 dicembre 1954 e il Genoa il 6 marzo 1955. Sterlini ammise agli inquirenti di aver contattato Salvatore Berardelli per aiutarlo a corrompere suo cognato l'arbitro Ugo Scaramella, personaggio peraltro già chiacchierato in passato per alcune discutibili conduzioni di gara.
La prova regina dell'inchiesta fu la precisa indicazione da parte di Sterlini della somma, un milione e mezzo di lire, versate a Scaramella dal Catania per tramite del vicepresidente rossazzurro, avvocato Giuseppe Galli: quando la commissione inquirente vide i libri contabili del club, vi ritrovò esattamente tre uscite dello stesso importo, destinatario Galli, in corrispondenza temporale con le gare sospette. Il colpo di grazia venne dall'interrogatorio dello stesso Galli, che non seppe dare alcuna spiegazione alternativa a tali uscite di cassa, rifiutandosi per di più di fornire l'estratto conto bancario. La sentenza giunse quindi il 6 agosto, ed il Catania fu estromesso dal campionato di Serie A. Solo più tardi, il 1º settembre, la CAF impose alla Lega di reintegrare l'organico, ripescando la retrocessa Pro Patria.

## Fonti
- Il perché dell'esclusione del Catania dalla Serie A, in Corriere dello Sport, 11 agosto 1955,  pp. 1,3. URL consultato il 12 febbraio 2016.
- Un anno veramente nero [collegamento interrotto], su Footballpoetssociety.blogspot.it. [collegamento interrotto]